# Vijay
Vijay é um personagem fictício do filme 007 contra Octopussy (1983), da série cinematográfica de James Bond, o espião britânico criado por Ian Fleming. Foi interpretado pelo tenista profissional indiano Vijay Amritraj.

## Características
Alto, atlético, homem de talentos naturais, senso de humor sofisticado e boa índole, ele é um jovem contato indiano do MI-6 que trabalha como instrutor de tênis num clube exclusivo de propriedade de Kamal Khan.

## Filme
Vijay é um agente de campo do MI-6 na Índia, que auxilia Bond a fazer contato com Kamal Khan, o vilão do filme, e o mantém informado sobre as atividades do playboy e príncipe afegão, por ensinar tênis no clube de propriedade do mesmo. Seu primeiro contato com o espião é feito através das notas do tema de 007 tocado na flauta encantadora de serpentes.
Depois, dentro de um pequeno tuk-tuk, os dois são perseguidos por Gobinda, o braço direito de Khan e seus homens, pelas ruas da cidade apinhadas de gente, por dentro de um mercado e no meio de uma procissão de casamento. Os dois escapam quando Bond começa a jogar dinheiro no meio da rua, o que faz com que o povo bloqueie a passagem dos assassinos.
Quando Bond vai ao Floating Palace para penetrar na mansão e encontrar-se com Octopussy, Vijay lhe dá cobertura vigiando o cais nas proximidades do lugar. Entretanto, ele é morto quando fazia a observação da área com binóculos, por um grupo de assassinos que, a mando de Khan, invade a ilha para matar James Bond. Q, também no apoio a Bond durante a missão, ainda o encontra com vida mas ele morre pouco depois.